# Vincent Philippe
Vincent Philippe (Besançon, 11 gennaio 1978) è un pilota motociclistico francese ritiratosi dall'attività agonistica.

## Carriera
Nel 1998 e nel 1999 ottiene due titoli nazionali francesi di velocità in classe 250 e negli stessi anni partecipa, sempre nella stessa classe anche al campionato Europeo Velocità, ottenendo rispettivamente un settimo e un terzo posto. Gareggia nuovamente in questo campionato nel 2001, giungendo nono.

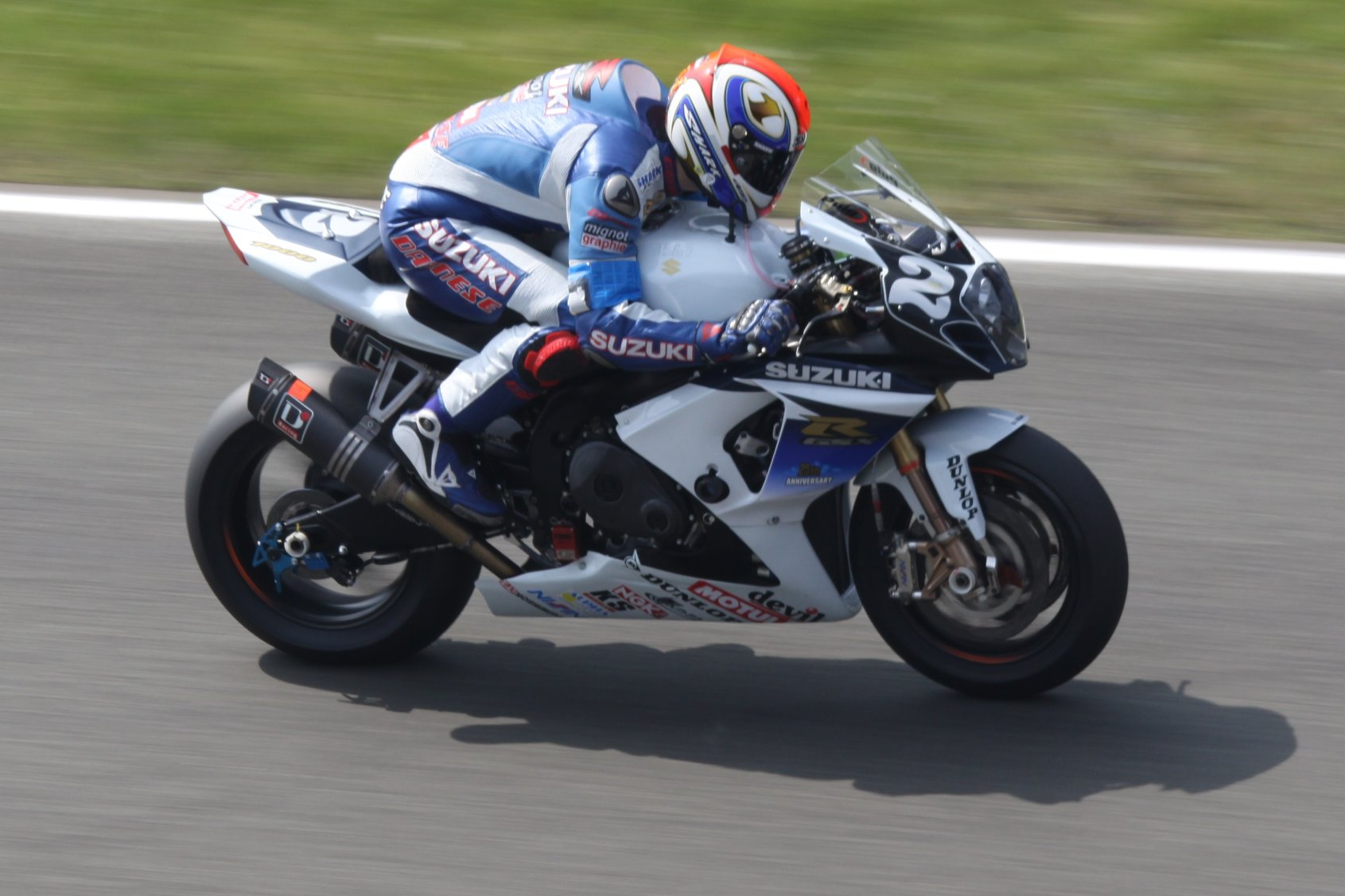
Philippe in pista in occasione dell'edizione 2010 della 24 ore di Le Mans.

Per quanto riguarda le competizioni del motomondiale, esordisce nella classe 125 nel 1997, a bordo di una Honda, con la quale resterà nei due anni successivi, ma nella classe 250. Nel 2000 passa ad una TSR-Honda del team AXO Honda Gresini, concludendo 23º. Nel 2002 passa ad una Aprilia, concludendo 31º.
Nel 2005 corre nel campionato mondiale Superbike come wild card la prova francese a Magny-Cours con una Suzuki GSXR1000 K5 del team Suzuki Castrol. I risultati nelle due gare, 18º in gara 1 e 16º in gara 2, non gli consentono di ottenere punti per la classifica piloti.
Nel 2006 è campione mondiale endurance insieme ai compagni di squadra Matthieu Lagrive e Keiichi Kitagawa, vincendo il Bol d'Or (per la terza volta consecutiva), la 24 ore di Oschersleben, la 500 km d'Assen, la 8 ore di Albacete, la 6 ore di Zolder, giungendo secondi nella 24 ore di Le Mans e trentottesimi nella 8 ore di Suzuka. Tutto con la GSX-R1000 del team Suzuki Castrol.
Nel 2007 è secondo nelle 24 ore di Le Mans e nella 6 ore di Albacete, sempre con la Suzuki. Per altri quattro anni consecutivi, dal 2008 al 2011, si aggiudica nuovamente il Bol d'or, portando a 7 il numero di vittorie in questa gara specifica. Philippe ha inoltre ottenuto sei titoli nel mondiale Endurance, essendosi aggiunti anche quelli del 2007, 2010, 2012, 2015 e 2016. Nel 2013 torna a disputare il Gran Premio di casa nel mondiale Superbike: è infatto chiamato dal team Crescent Racing a sostituire l'infortunato Leon Camier. In questo frangente ottiene punti in entrambe le prove ed il conseguente ventitreesimo posto in classifica finale.

## Risultati in gara

### Motomondiale
| 1997 | Classe | Moto  |  |  |  |  |  |    |  |  |  |  |  |  |  |  |  |  | Punti | Pos. |
| ---- | ------ | ----- |  |  |  |  |  | -- |  |  |  |  |  |  |  |  |  |  | ----- | ---- |
| 1997 | 125    | Honda |  |  |  |  |  | 19 |  |  |  |  |  |  |  |  |  |  | 0     |      |

| 1998 | Classe | Moto  |  |  |  |  |    |  |  |  |  |  |  |  |  |  |  |  | Punti | Pos. |
| ---- | ------ | ----- |  |  |  |  | -- |  |  |  |  |  |  |  |  |  |  |  | ----- | ---- |
| 1998 | 250    | Honda |  |  |  |  | 17 |  |  |  |  |  |  |  |  |  |  |  | 0     |      |

| 1999 | Classe | Moto  |  |  |  |    |  |  |  |  |  |  |  |  |  |  |  |  | Punti | Pos. |
| ---- | ------ | ----- |  |  |  | -- |  |  |  |  |  |  |  |  |  |  |  |  | ----- | ---- |
| 1999 | 250    | Honda |  |  |  | 16 |  |  |  |  |  |  |  |  |  |  |  |  | 0     |      |

| 2000 | Classe | Moto      |    |    |    |     |     |    |  |    |    |     |    |    |    |    |     |    | Punti | Pos. |
| ---- | ------ | --------- | -- | -- | -- | --- | --- | -- |  | -- | -- | --- | -- | -- | -- | -- | --- | -- | ----- | ---- |
| 2000 | 250    | TSR-Honda | NP | 17 | NP | Rit | Rit | NQ |  | 10 | 14 | Rit | 16 | 13 | 16 | 16 | Rit | 13 | 14    | 23º  |

| 2001 | Classe | Moto  |  |  |  |  |  |  |  |  |    |  |  |  |  |  |  |  | Punti | Pos. |
| ---- | ------ | ----- |  |  |  |  |  |  |  |  | -- |  |  |  |  |  |  |  | ----- | ---- |
| 2001 | 250    | Honda |  |  |  |  |  |  |  |  | NP |  |  |  |  |  |  |  | 0     |      |

| 2002 | Classe | Moto    |     |     |    |    |    |    |    |     |     |  |  |  |  |  |  |  | Punti | Pos. |
| ---- | ------ | ------- | --- | --- | -- | -- | -- | -- | -- | --- | --- |  |  |  |  |  |  |  | ----- | ---- |
| 2002 | 250    | Aprilia | Rit | Rit | 18 | 16 | 13 | 17 | 15 | Rit | Rit |  |  |  |  |  |  |  | 4     | 32º  |

| Legenda | 1º posto        | 2º posto            | 3º posto            | A punti      | Senza punti        | Grassetto – Pole position Corsivo – Giro più veloce |
| Legenda | Gara non valida | Non qual./Non part. | Ritirato/Non class. | Squalificato | '-' Dato non disp. | Grassetto – Pole position Corsivo – Giro più veloce |

### Campionato mondiale Superbike
| 2005 | Moto   |  |  |  |  |  |  |  |  |  |  |  |  |  |  |  |  |  |  |  |  |  |  |    |    |  |  |  |  | Punti | Pos. |
| ---- | ------ |  |  |  |  |  |  |  |  |  |  |  |  |  |  |  |  |  |  |  |  |  |  | -- | -- |  |  |  |  | ----- | ---- |
| 2005 | Suzuki |  |  |  |  |  |  |  |  |  |  |  |  |  |  |  |  |  |  |  |  |  |  | 18 | 16 |  |  |  |  | 0     |      |

| 2013 | Moto   |  |  |  |  |  |  |  |  |  |  |  |  |  |  |  |  |  |  |  |  |  |  |  |  |    |   |  |  | Punti | Pos. |
| ---- | ------ |  |  |  |  |  |  |  |  |  |  |  |  |  |  |  |  |  |  |  |  |  |  |  |  | -- | - |  |  | ----- | ---- |
| 2013 | Suzuki |  |  |  |  |  |  |  |  |  |  |  |  |  |  |  |  |  |  |  |  |  |  |  |  | 13 | 6 |  |  | 13    | 23º  |

| Legenda | 1º posto        | 2º posto            | 3º posto           | A punti      | Senza punti        | Grassetto – Pole position Corsivo – Giro più veloce |
| Legenda | Gara non valida | Non qual./Non part. | Ritirato/Non class | Squalificato | '-' Dato non disp. | Grassetto – Pole position Corsivo – Giro più veloce |